# لاوريانو
لاوريانو هي كومونا (بلدية) في مدينة تورين الحضرية في المنطقة الإيطالية بيدمونت، على بعد حوالي 25 كيلومتر (16 ميل) شمال شرق تورين..
تحد لاوريانو البلديات التالية: فيرولينجو و مونتو دا بو وسان سبيستيانو دا بو وكافاجنولو وكاسالبورجون وتونينغو.

## روابط خارجية
- الموقع الرسمي